# Serie A (1953/1954)
Serie A 1953/1954 – 52. edycja najwyższej w hierarchii klasy mistrzostw Włoch w piłce nożnej, organizowanych przez Lega Nazionale, które odbyły się od 13 września 1953 do 30 maja 1954. Mistrzem został Inter Mediolan, zdobywając swój siódmy tytuł.

## Organizacja
Liczba uczestników pozostała bez zmian (18 drużyn). Genoa i Legnano awansowali z Serie B. Rozgrywki składały się z meczów, które odbyły się systemem kołowym u siebie i na wyjeździe, w sumie 34 rund: 2 punkty przyznano za zwycięstwo i po jednym punkcie w przypadku remisu, z możliwą dogrywką, rozstrzygać sytuacje ex aequo w końcowej klasyfikacji.. Zwycięzca rozgrywek ligowych otrzymywał tytuł mistrza Włoch. Dwie ostatnie drużyny spadało do Serie B.

## Drużyny
| Uczestnicy poprzedniej edycji                                                                                 | Uczestnicy poprzedniej edycji | Uczestnicy poprzedniej edycji | Uczestnicy poprzedniej edycji |
| --- | ----------------------------- | ----------------------------- | ----------------------------- |
| ATA | Atalanta                      | 8                             |                               |
| BOL | Bologna                       | 5                             |                               |
| FIO | Fiorentina                    | 7                             |                               |
| INT | Inter Mediolan                | 1                             |                               |
| JUV | Juventus                      | 2                             |                               |
| LAZ | Lazio                         | 10                            |                               |
| MIL | Milan                         | 3                             |                               |
| NAP | Napoli                        | 4                             |                               |
| NOV | Novara                        | 10                            |                               |
| PAL | Palermo                       | 15                            |                               |
| ROM | Roma                          | 6                             |                               |
| SAM | Sampdoria                     | 10                            |                               |
| SPA | SPAL                          | 8                             |                               |
| TOR | Torino                        | 10                            |                               |
| TRI | Triestina                     | 15                            |                               |
| UDI | Udinese                       | 10                            |                               |
| Spadek z poprzedniej edycji                                                                                   |                               |                               |                               |
| COM | Como                          | 17                            |                               |
| PPA | Pro Patria                    | 18                            |                               |
| Awans z Serie B 1952/1953                                                                                     |                               |                               |                               |
| GEN | Genoa                         | 1                             |                               |
| LEG | Legnano                       | 2                             |                               |
| Oznaczenia: - kolumna pierwsza – skróty nazw drużyn, - kolumna trzecia – miejsce zajęte w poprzednim sezonie. |                               |                               |                               |

## Tabela
| Lp. | Drużyna        | M  | Mecze | Mecze | Mecze | Bramki | Bramki | Bramki | Pkt | Uwagi               |
| Lp. | Drużyna        | M  | W     | R     | P     | +      | −      | +/−    | Pkt | Uwagi               |
| --- | -------------- | -- | ----- | ----- | ----- | ------ | ------ | ------ | --- | ------------------- |
| 1.  | Inter Mediolan | 34 | 20    | 11    | 3     | 67     | 32     | +35    | 51  | Mistrzostwo         |
| 2.  | Juventus       | 34 | 20    | 10    | 4     | 58     | 34     | +24    | 50  |                     |
| 3.  | Milan          | 34 | 17    | 10    | 7     | 66     | 39     | +27    | 44  |                     |
| 3.  | Fiorentina     | 34 | 15    | 14    | 5     | 45     | 27     | +18    | 44  |                     |
| 5.  | Napoli         | 34 | 13    | 12    | 9     | 52     | 38     | +14    | 38  |                     |
| 6.  | Roma           | 34 | 12    | 12    | 10    | 53     | 42     | +11    | 36  |                     |
| 6.  | Bologna        | 34 | 14    | 8     | 12    | 50     | 41     | +9     | 36  |                     |
| 8.  | Sampdoria      | 34 | 11    | 12    | 11    | 38     | 40     | −2     | 34  |                     |
| 9.  | Torino         | 34 | 9     | 15    | 10    | 37     | 46     | −9     | 33  |                     |
| 10. | Atalanta       | 34 | 10    | 11    | 13    | 54     | 53     | +1     | 31  |                     |
| 11. | Lazio          | 34 | 10    | 9     | 15    | 40     | 42     | −2     | 29  |                     |
| 12. | Genoa          | 34 | 10    | 8     | 16    | 36     | 50     | −14    | 28  |                     |
| 12. | Triestina      | 34 | 9     | 10    | 15    | 42     | 64     | −22    | 28  |                     |
| 14. | Novara         | 34 | 8     | 11    | 15    | 34     | 50     | −16    | 27  |                     |
| 15. | Udinese        | 34 | 8     | 10    | 16    | 39     | 57     | −18    | 26  | Baraże o utrzymanie |
| 15. | SPAL           | 34 | 8     | 10    | 16    | 33     | 53     | −20    | 26  | Baraże o utrzymanie |
| 15. | Palermo        | 34 | 9     | 8     | 17    | 37     | 59     | −22    | 26  | Baraże o utrzymanie |
| 18. | Legnano        | 34 | 6     | 13    | 15    | 44     | 58     | −14    | 25  | Spadek do Serie B   |

## Wyniki
| Gospodarz \ Gość | ATA | BOL | FIO | GEN | INT | JUV | LAZ | LEG | MIL | NAP | NOV | PAL | ROM | SAM | SPA | TOR | TRI | UDI |
| Atalanta         |     | 1:3 | 1:1 | 1:0 | 0:2 | 3:2 | 1:0 | 4:1 | 3:1 | 1:1 | 1:1 | 0:1 | 1:1 | 1:1 | 0:1 | 1:1 | 4:2 | 6:0 |
| Bologna          | 2:1 |     | 1:1 | 1:1 | 0:1 | 0:1 | 1:0 | 2:0 | 2:1 | 0:0 | 2:0 | 0:1 | 1:2 | 0:2 | 2:1 | 2:0 | 4:0 | 3:1 |
| Fiorentina       | 3:0 | 1:3 |     | 1:0 | 1:1 | 1:1 | 0:1 | 4:0 | 0:0 | 1:0 | 2:0 | 3:1 | 2:0 | 2:0 | 1:1 | 2:2 | 1:0 | 0:0 |
| Genoa            | 1:0 | 3:3 | 1:3 |     | 1:3 | 1:3 | 3:1 | 2:1 | 2:2 | 1:1 | 2:0 | 1:0 | 1:0 | 0:1 | 1:0 | 1:1 | 1:0 | 4:1 |
| Inter Mediolan   | 3:1 | 3:2 | 2:1 | 1:0 |     | 6:0 | 2:0 | 2:2 | 3:0 | 2:0 | 3:1 | 4:0 | 1:1 | 2:1 | 4:2 | 2:0 | 4:2 | 0:2 |
| Juventus         | 2:0 | 2:2 | 0:0 | 3:1 | 2:2 |     | 0:0 | 2:1 | 1:0 | 3:2 | 0:0 | 4:1 | 3:0 | 1:0 | 3:1 | 0:0 | 3:1 | 1:0 |
| Lazio            | 2:2 | 1:1 | 2:3 | 3:0 | 0:1 | 2:1 |     | 1:1 | 1:1 | 0:4 | 2:1 | 3:0 | 1:2 | 3:0 | 2:1 | 0:1 | 5:1 | 0:1 |
| Legnano          | 1:2 | 0:1 | 1:2 | 1:1 | 1:1 | 1:1 | 2:1 |     | 2:2 | 1:0 | 5:1 | 3:0 | 2:2 | 2:2 | 1:3 | 0:0 | 2:1 | 0:0 |
| Milan            | 3:3 | 2:1 | 2:1 | 3:0 | 2:0 | 1:0 | 3:2 | 3:1 |     | 3:2 | 0:0 | 2:1 | 1:2 | 1:1 | 6:1 | 0:1 | 4:0 | 2:1 |
| Napoli           | 6:3 | 2:1 | 0:0 | 0:2 | 2:1 | 1:2 | 2:1 | 1:0 | 0:1 |     | 5:1 | 3:0 | 1:0 | 1:1 | 3:1 | 2:2 | 1:0 | 2:1 |
| Novara           | 0:4 | 1:0 | 0:0 | 2:0 | 2:3 | 0:1 | 2:1 | 0:0 | 1:1 | 1:1 |     | 3:0 | 2:0 | 3:0 | 4:2 | 1:1 | 2:0 | 0:0 |
| Palermo          | 0:0 | 3:1 | 0:1 | 2:1 | 2:2 | 1:3 | 2:0 | 3:3 | 1:4 | 2:2 | 1:1 |     | 1:3 | 2:1 | 1:0 | 1:1 | 1:1 | 4:0 |
| Roma             | 0:0 | 1:3 | 1:2 | 4:0 | 1:1 | 1:1 | 1:1 | 5:3 | 1:2 | 0:0 | 3:0 | 3:1 |     | 3:1 | 3:0 | 2:2 | 3:1 | 3:0 |
| Sampdoria        | 2:0 | 2:2 | 2:0 | 0:0 | 0:0 | 0:1 | 0:0 | 3:1 | 2:1 | 1:0 | 3:1 | 2:2 | 2:1 |     | 0:0 | 1:1 | 2:1 | 1:1 |
| SPAL             | 3:2 | 0:0 | 1:1 | 1:0 | 2:2 | 1:3 | 0:1 | 1:0 | 0:0 | 1:1 | 2:1 | 0:1 | 0:0 | 2:1 |     | 2:3 | 0:0 | 2:1 |
| Torino           | 1:3 | 0:1 | 1:1 | 3:2 | 1:1 | 2:4 | 0:1 | 2:2 | 1:4 | 0:2 | 1:0 | 2:1 | 1:1 | 2:0 | 1:0 |     | 1:1 | 1:0 |
| Triestina        | 3:2 | 3:1 | 1:1 | 1:1 | 0:0 | 2:2 | 1:1 | 2:1 | 0:6 | 1:1 | 3:1 | 1:0 | 2:2 | 2:1 | 3:0 | 2:1 |     | 2:1 |
| Udinese          | 2:2 | 3:2 | 1:2 | 3:1 | 0:2 | 0:2 | 1:1 | 1:2 | 2:2 | 3:3 | 1:1 | 1:0 | 2:1 | 1:2 | 1:1 | 3:0 | 4:2 |     |

Objaśnienia:
1Drużyna gospodarzy jest wymieniona po lewej stronie tabeli.
Kolory: zielony – zwycięstwo gospodarzy, żółty – remis, różowy – zwycięstwo gości.

## Baraże
Baraże o utrzymanie w Serie A
Palermo, SPAL i Udinese zakończyły mistrzostwo z jednakową liczbą punktów. Trzeba było rozegrać trójstronną dogrywkę, w której Sycylijczycy wypadli najgorszej.
6 czerwca 1954, Mediolan.
Udinese – SPAL 2:0
13 czerwca 1954, Florencja.
Udinese – Palermo 1:1
20 czerwca 1954, Rzym.
SPAL – Palermo 2:1
Udinese i SPAL pozostały w Serie A.

## Najlepsi strzelcy
| Bramki | Strzelcy            | Drużyna        |
| ------ | ------------------- | -------------- |
| 23     | Gunnar Nordahl      | Milan          |
| 20     | Hasse Jeppson       | Napoli         |
| 17     | Eduardo Ricagni     | Juventus       |
| 17 (3) | Adriano Bassetto    | Atalanta       |
| 15     | Poul Rasmussen      | Atalanta       |
| 15     | Jørgen Sørensen     | Milan          |
| 14 (2) | Giampiero Boniperti | Juventus       |
| 14     | Carlo Galli         | Roma           |
| 13     | Giancarlo Bacci     | Fiorentina     |
| 13 (2) | Gino Armano         | Inter Mediolan |
| 13 (3) | Egisto Pandolfini   | Roma           |

## Skład mistrzów
| Zwycięzca Serie A 1953/54 |
| ------------------------- |
| Inter Mediolan 7 Tytuł    |

| formacja | Piłkarz (liczba meczów)  |
| --- | ------------------------ |
| Ghezzi Giacomazzi Padulazzi Neri Giovannini Nesti Mazza Fattori Armano Skoglund Lorenzi                                                                               | Giorgio Ghezzi (34)      |
| Ghezzi Giacomazzi Padulazzi Neri Giovannini Nesti Mazza Fattori Armano Skoglund Lorenzi                                                                               | Giovanni Giacomazzi (29) |
| Ghezzi Giacomazzi Padulazzi Neri Giovannini Nesti Mazza Fattori Armano Skoglund Lorenzi                                                                               | Bruno Padulazzi (25)     |
| Ghezzi Giacomazzi Padulazzi Neri Giovannini Nesti Mazza Fattori Armano Skoglund Lorenzi                                                                               | Maino Neri (32)          |
| Ghezzi Giacomazzi Padulazzi Neri Giovannini Nesti Mazza Fattori Armano Skoglund Lorenzi                                                                               | Attilio Giovannini (25)  |
| Ghezzi Giacomazzi Padulazzi Neri Giovannini Nesti Mazza Fattori Armano Skoglund Lorenzi                                                                               | Fulvio Nesti (29)        |
| Ghezzi Giacomazzi Padulazzi Neri Giovannini Nesti Mazza Fattori Armano Skoglund Lorenzi                                                                               | Gino Armano (33)         |
| Ghezzi Giacomazzi Padulazzi Neri Giovannini Nesti Mazza Fattori Armano Skoglund Lorenzi                                                                               | Bruno Mazza (27)         |
| Ghezzi Giacomazzi Padulazzi Neri Giovannini Nesti Mazza Fattori Armano Skoglund Lorenzi                                                                               | Benito Lorenzi (28)      |
| Ghezzi Giacomazzi Padulazzi Neri Giovannini Nesti Mazza Fattori Armano Skoglund Lorenzi                                                                               | Osvaldo Fattori (20)     |
| Ghezzi Giacomazzi Padulazzi Neri Giovannini Nesti Mazza Fattori Armano Skoglund Lorenzi                                                                               | Lennart Skoglund (27)    |
| Ghezzi Giacomazzi Padulazzi Neri Giovannini Nesti Mazza Fattori Armano Skoglund Lorenzi                                                                               | Trener: Alfredo Foni     |
| Pozostałe piłkarze: Guido Vincenzi (18), Sergio Brighenti (15), István Nyers (14), Sebastiano Buzzin (12), Pietro Broccini (4), Ivano Blason (1), Luigi Zambaiti (1). |                          |